# Septentrinna
Genre
Septentrinna est un genre d'araignées aranéomorphes de la famille des Corinnidae.

## Distribution
Les espèces de ce genre se rencontrent aux États-Unis au Mexique et au Guatemala.

## Liste des espèces
Selon World Spider Catalog (version 23.5, 10/11/2022) :
- Septentrinna bicalcarata (Simon, 1896)
- Septentrinna inecol Quijano-Cuervo & Negrete-Yankelevitch, 2022
- Septentrinna paradoxa (F. O. Pickard-Cambridge, 1899)
- Septentrinna potosi Bonaldo, 2000
- Septentrinna retusa (F. O. Pickard-Cambridge, 1899)
- Septentrinna steckleri (Gertsch, 1936)
- Septentrinna yucatan Bonaldo, 2000

## Systématique et taxinomie
Ce genre a été décrit par Bonaldo en 2000 dans les Corinnidae.

## Publication originale
- Bonaldo, 2000 : « Taxonomia da subfamília Corinninae (Araneae, Corinnidae) nas regiões Neotropica e Neárctica. » Iheringia (Zoologia), vol. 89, p. 3-148 (texte intégral).